# Bartok – en riktig hjälte
Bartok – en riktig hjälte, originaltitel Bartok the Magnificent, är en amerikansk animerad film från 1999. Filmen är en spin-off på Don Bluths animerade långfilm Anastasia från 1997 och handlar om den lille vite fladdermusen Bartok som äger en egen liten cirkusvagn.

## Handling
Ryssland terroriseras av en ond häxa som kallas Baba-Jaga, och den enda som inte är rädd för henne är Bartok. Den makalöse Bartok, en albinofladdermus, har precis anlänt till Moskva och imponerar alla med sina framträdanden, bland annat prins Ivan Romanov. Däremot finner Ivans rådgivare, Ludmilla, Bartok irriterande och naiv, och hon försöker få en kosack att stoppa hans prestation. Efter Bartoks utställning, attackerar en brunbjörn plötsligt. Bartok slår ner björnen, knockar den och fångar den i en vagn.
Nöjd med Bartoks tapperhet, belönar alla runt omkring honom med guld, inklusive Prins Ivan, som ger honom en kunglig ring, mycket till missnöje för Ludmilla, som påminner honom att ringen är endast för medlemmar i familjen Romanov, inte ofrälsta. Hon ber att han tar tillbaka ringen, men Ivan vägrar, säger att det är dags för en förändring. Ludmilla ser att hon inte kan avråda honom, motvilligt medger och de lämnar.
Ludmilla är fortfarande upprörd över att Ivan har gett en ring till en ofrälse, speciellt en gatuartist. Ivan svarar att det var hans avsikt, och Ivans vän Vol håller med om att Bartok var rolig. Ludmilla, å andra sidan, tror att Ivan måste respektera sin plikt till kronan, som uppviglar till Ivan, som är trött på att lyssna på henne, att säga att han kommer att göra som han vill och det är hon som måste respektera kronan.
Samtidigt som Bartok är i sin vagn och räknar de pengar som han fick, vaknar björnen och skrämmer honom. Det visar sig att Bartoks fantastiska räddning bara var bara ett annat trick – björnen är Zozi, Bartoks affärspartner. Zozi är orolig om Ivans ring och håller med Ludmilla, att ringen skall återlämnas. Bartok vägrar envist att ge tillbaka den eftersom det var en gåva.
Tillbaka i Moskva, är Ivan kidnappad av Baba-Jaga, vilket leder till en omedelbar utredning. Ludmilla hittar en av Baba-Jagas tänder av järn, och hon informerar människor det som har framkommit. När hon ber om att någon modig skall rädda prins Ivan, två barn nominerar Bartok.
Bartok och Zozi är på väg till Sankt Petersburg, men kosackerna kommer efter dem. De blir oroliga eftersom de förutsätter att Ludmilla vill ha Ivans ring tillbaka. Bartok försöker dölja sin identitet, men han är inför folket, som förklarar att Ivan har tagits av Baba-Jaga, och att de litar på honom att rädda sin prins. Bartok accepterar motvilligt, och han och Zozi beger sig till Järnskogen att konfrontera Baba-Jaga och hitta Prins Ivan.

## Röster (i urval)
| Figur                                        | Originalröst     | Svensk röst        |
| -------------------------------------------- | ---------------- | ------------------ |
| Den makalöse Bartok (Bartok the Magnificent) | Hank Azaria      | Stefan Frelander   |
| Zozi                                         | Kelsey Grammer   | Kenneth Milldoff   |
| Ludmilla                                     | Catherine O'Hara | Beatrice Järås     |
| Baba-Jaga (Baba Yaga)                        | Andrea Martin    | Anja Schmidt       |
| Skalle (Skull)                               | Tim Curry        | Bo Christer Hjelte |
| Piloff                                       | Jennifer Tilly   | Elin Abelin        |
| Oble                                         | French Stewart   | Bo Christer Hjelte |
| Prins Ivan (Prince Ivan)                     | Phillip Van Dyke | Peter Bergmark     |
| Vol                                          | Diedrich Bader   | Håkan Mohede       |
| Kosack (Cossack)                             | Danny Mann       | Håkan Mohede       |